# Frerk, du Zwerg!
Frerk, du Zwerg! ist der Name eines 2011 erschienenen Kinderbuchs des deutschen Autors und Filmemachers Finn-Ole Heinrich und eines 2012 uraufgeführten Theaterstücks gleichen Namens.

## Buch

### Allgemeines
Frerk, du Zwerg! erzählt die Geschichte des Außenseiters Frerk, der in der Schule gehänselt wird und eines Tages eine außergewöhnliche Entdeckung in Form eines seltsamen Eis macht. Dieses brütet er versehentlich in seiner Hosentasche aus. Es schlüpft eine Truppe kleiner merkwürdiger Gestalten, die Frerks Leben auf den Kopf stellen. Das Buch bekam 2012 den Deutschen Jugendliteraturpreis in der Kategorie „Kinderbuch“. In der Jurybegründung heißt es: „Der sprachgewandte, fabulierlustige und semantisch kreative Text Heinrichs ist mit frech-versponnenen Krakelbildern Flygenrings versehen. Frerk, du Zwerg! ist Quatsch in seinem allerbesten und allerfeinsten Sinne und ein Plädoyer für Anarchie, Mut und Selbstbewusstsein – und ein großer Vorlesespaß dazu.“

### Kritik
Auch in der Presse erhielt Frerk, du Zwerg! ein sehr positives Echo. Der NDR schreibt: „Was vorher geordnet und trist war, wird nun wild, unlogisch und anarchisch. Und das ist es, was Finn-Ole Heinrichs Geschichte so bezaubernd macht. Weil vieles richtig albern ist, weil garantiert unhygienische Wörter vorkommen und weil die isländische Illustratorin Rán Flygenring freche und versponnene Krakelbilder dazu gefunden hat. Ein richtiges Kinderbuch, kein Buch von Erwachsenen für Kinder.“ Ebenfalls sehr positiv bewertet der KulturSPIEGEL das Buch: „Doch dann kam Finn-Ole Heinrich, 29, der Zottelhaar trägt und einen Hipsterbart, der im coolen Kleinstverlag mairisch einen Roman veröffentlicht hat und etliche Erzählungen, inspiriert von deutschsprachiger Pop-Lyrik, und brachte gemeinsam mit der isländischen Illustratorin Rán Flygenring, 24, ein Kinderbuch heraus, wie wir es uns sagenhafter nicht vorstellen können. ‚Frerk, du Zwerg!‘, so der Titel, ist ein kleiner Rebell, der den Widerstandsgeist weckt, ein Anarcho für das Regal im Kinderzimmer.“

## Ballettstück
Im Rahmen des Kinder- und Jugendprogramms des 11. internationalen literaturfestivals berlin erarbeiteten Schülerinnen und Schüler der Staatlichen Ballettschule Berlin ein Ballettstück, das einmalig während des Festivals im September in Anwesenheit von Finn-Ole Heinrich aufgeführt wurde.

## Theaterstück
Das gleichnamige Theaterstück zum Buch feiert im September 2012 im Rahmen des Kinder- und Jugendprogramms des 12. internationalen literaturfestivals berlin im Haus der Berliner Festspiele Premiere. Es ist eine Produktion der Neuköllner Oper in Kooperation mit dem internationalen literaturfestival berlin.